# Izak Abravanel
Izak Abravanel (hebrejsko יצחק בן יהודה אברבנאל; tudi Abrabanel), portugalsko-judovski državnik, dvorni Jud in filozof, * 1437, Lizbona, Portugalska, † 1508, Benetke.